# Lucile Wheeler
Lucile Wheeler, po mężu Vaughan (ur. 14 stycznia 1935 w Saint-Jovite) – kanadyjska narciarka alpejska, brązowa medalistka olimpijska oraz czterokrotna medalistka mistrzostw świata.

## Kariera
Lucile Wheeler trenowała narciarstwo od wczesnego dzieciństwa. Pierwszy sukces osiągnęła już w 1947 roku, kiedy zdobyła mistrzostwo Kanady w kategorii juniorów. W wieku 15 lat zaproponowano jej miejsce w reprezentacji kraju na mistrzostwa świata w Aspen, jednak na wyjazd nie zgodzili się jej rodzice. Wzięła za to udział w rozgrywanych w 1952 roku igrzyskach olimpijskich w Oslo, gdzie zajęła 27. miejsce w zjeździe i gigancie, a w slalomie uplasowała się jedną pozycję wyżej. Z mistrzostw świata w Åre w 1954 roku także wróciła bez medalu, jej najlepszym wynikiem było siódme miejsce w biegu zjazdowym. W 1956 roku wystartowała na igrzyskach olimpijskich w Cortina d’Ampezzo, zdobywając brązowy medal w tej samej konkurencji. Została tym samym pierwszą w historii narciarką z Ameryki Północnej, która zdobyła medal olimpijski w zjeździe. W zawodach tych wyprzedziły ją jedynie dwie reprezentantki Szwajcarii: Madeleine Berthod oraz Frieda Dänzer. Na tej samej imprezie była też szósta w gigancie, a rywalizacji w slalomie nie ukończyła.
Największe sukcesy osiągnęła jednak podczas mistrzostw świata w Badgastein w 1958 roku, gdzie w czterech startach zdobyła trzy medale. Najpierw zwyciężyła w zjeździe, wyprzedzając o 0,3 sekundy Friedę Dänzer oraz o 0,4 sekundy Włoszkę Carlę Marchelli. Następnie zwyciężyła także gigancie, w którym wyprzedziła bezpośrednio Sally Deaver z USA oraz Friedę Dänzer. Na zakończenie tej imprezy wywalczyła srebrny medal w kombinacji, rozdzielając na podium Dänzer oraz Austriaczkę Josefę Frandl. W 1959 roku zakończyła karierę.
W 1958 roku została wpisana do Kanadyjskiej Galerii Sław. W 1976 roku została odznaczona Orderem Kanady.

## Osiągnięcia

### Igrzyska olimpijskie
| Miejsce | Dzień       | Rok  | Miejscowość       | Konkurencja | Czas biegu | Strata | Zwyciężczyni         |
| ------- | ----------- | ---- | ----------------- | ----------- | ---------- | ------ | -------------------- |
| 27.     | 14 lutego   | 1952 | Oslo              | Gigant      | 2:06,8     | +15,4  | Andrea Mead-Lawrence |
| 27.     | 17 lutego   | 1952 | Oslo              | Zjazd       | 1:47,1     | +12,4  | Trude Jochum-Beiser  |
| 26.     | 20 lutego   | 1952 | Oslo              | Slalom      | 2:10,6     | +17,8  | Andrea Mead-Lawrence |
| 6.      | 27 stycznia | 1956 | Cortina d’Ampezzo | Gigant      | 1:56,5     | +2,1   | Rosa Reichert        |
| DSQ     | 30 stycznia | 1956 | Cortina d’Ampezzo | Slalom      | 1:52,3     | -      | Renée Colliard       |
| 3.      | 1 lutego    | 1956 | Cortina d’Ampezzo | Zjazd       | 1:40,7     | +5,2   | Madeleine Berthod    |

### Mistrzostwa świata
| Miejsce | Dzień       | Rok  | Miejscowość       | Konkurencja | Czas biegu | Strata    | Zwyciężczyni         |
| ------- | ----------- | ---- | ----------------- | ----------- | ---------- | --------- | -------------------- |
| 27.     | 14 lutego   | 1952 | Oslo              | Gigant      | 2:06,8     | +15,4     | Andrea Mead-Lawrence |
| 27.     | 17 lutego   | 1952 | Oslo              | Zjazd       | 1:47,1     | +12,4     | Trude Jochum-Beiser  |
| 26.     | 20 lutego   | 1952 | Oslo              | Slalom      | 2:10,6     | +17,8     | Andrea Mead-Lawrence |
| 7.      | 2 marca     | 1954 | Åre               | Zjazd       | 1:29,2     | +3,4      | Ida Schöpfer         |
| 18.     | 4 marca     | 1954 | Åre               | Gigant      | 1:38,9     | +8,6      | Lucienne Schmith     |
| DSQ     | 6 marca     | 1954 | Åre               | Slalom      | 2:01,93    | -         | Trude Klecker        |
| 6.      | 27 stycznia | 1956 | Cortina d’Ampezzo | Gigant      | 1:56,5     | +2,1      | Rosa Reichert        |
| DSQ     | 30 stycznia | 1956 | Cortina d’Ampezzo | Slalom      | 1:52,3     | -         | Renée Colliard       |
| 3.      | 1 lutego    | 1956 | Cortina d’Ampezzo | Zjazd       | 1:40,7     | +5,2      | Madeleine Berthod    |
| 14.     | 3 lutego    | 1958 | Badgastein        | Slalom      | 1:45,6     | +7,5      | Inger Bjørnbakken    |
| 1.      | 6 lutego    | 1958 | Badgastein        | Zjazd       | 2:12,1     | -         | -                    |
| 1.      | 8 lutego    | 1958 | Badgastein        | Gigant      | 1:54,6     | -         | -                    |
| 2.      | 8 lutego    | 1958 | Badgastein        | Kombinacja  | 3,80 pkt   | +1,53 pkt | Frieda Dänzer        |